# 名樂居
名樂居（Mingle Place Hotel）是香港一家酒店連鎖集團，在香港地區擁有5家酒店，多為遊客旺區，主要經營3星的廉價酒店服務。為全港首間有自己主題曲的酒店。

## 旗下酒店

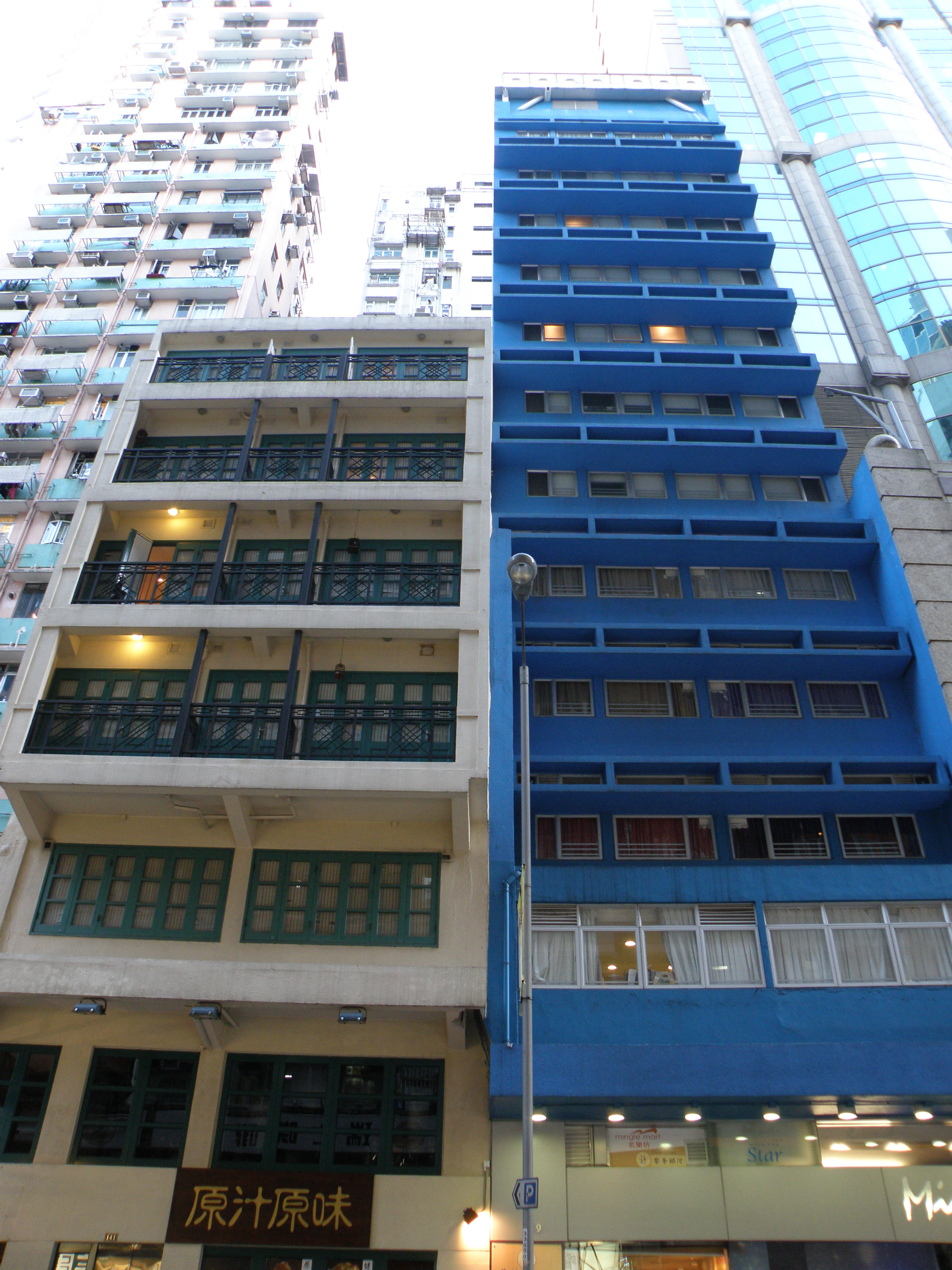
名樂居（灣仔店），左面是「By The Park」，右方為「With The Star」

名樂居(中環)（At The Eden）
位於港島中環威靈頓街148號，樓高5層，為一三星級酒店，於2007年1月開幕。
中環分店共設24間客房，分為單人房、雙人房，每間客房均大約有12.08平方米，設有商務中心。
名樂居(上環)（On The Wing）
位於港島上環永樂街105-107號，樓高12層，為一三星級酒店，於2007年11月開幕。
上環分店共設47間客房，分為單人房、雙人房，每間客房均大約有11.15-15.8平方米，設有商務中心。
名樂居(灣仔)（By The Park）
位於港島灣仔灣仔道143號，樓高5層，為一三星級酒店，於2009年2月開幕。
灣仔分店共設25間客房，分為單人房、雙人房，每間客房均大約有6.51-9.29平方米。以文化酒店為主題。
名樂居(中環)（Of The Noah）
位於港島中環威靈頓街150號，為一三星級酒店，於2009年10月開幕。
名樂居(灣仔)（With The Star）
位於港島灣仔灣仔道139號，樓高11層，為一三星級酒店，於2009年12月開幕。
灣仔分店共設26間客房，分為單人房、雙人房，每間客房均大約有9.29-18.6平方米，設有商務中心。

## 外部參考
- 名樂居官方網（页面存档备份，存于）